# Mistrovství Evropy v házené mužů 2012
10. mistrovství Evropy v házené se konalo od 15. do 29. ledna 2012 v Srbsku.
Mistrovství se zúčastnilo 16 mužstev, rozdělených do čtyř čtyřčlenných skupin, z nichž první tři týmy postoupily do dvou čtvrtfinálových skupin. První dva týmy z čtvrtfinálových skupin postoupily do semifinále, týmy na třetím místě hrály o páté místo.
Francie jako obhájce titulu měla účast na letních olympijských hrách zajištěnu. Přímou účast na LOH 2012 si také vybojoval vítěz tohoto mistrovství Evropy. Pokud by zvítězila Francie, účast v Londýně si zajistí poražený finalista.
Šampionát byl zároveň poslední možností postoupit do jarní kvalifikace o postup na Olympijské hry 2012 v Londýně. Poslední dvě místa obsadily nejlépe umístěné týmy v konečném pořadí – v boji o postup se utkalo Polsko, Srbsko, Slovensko, Německo, Česko, Makedonie, Rusko, Norsko a Slovinsko. Jistou účast v kvalifikaci mělo Dánsko, Španělsko, Švédsko, Chorvatsko, Island a Maďarsko. Pokud by si některý z těchto 6 týmů vybojoval přímou účast na olympiádě, pak jej v kvalifikačním turnaji o postup na OH nahradí Polsko, které obsadilo na MS 2011 sedmé místo.

## Hrací systém
Zápas se hraje 2 × 30 minut. Vítěz obdrží 2 body. V případě nerozhodného výsledku po 60 minutách se týmům připisuje po jednom bodu, jedná-li se o utkání základní či čtvrtfinálové skupiny. V případě vyrovnaného skóre v utkáních play-off, pokračuje se prodloužením o délce 2 × 5 minut. Pokud ani poté není zápas rozhodnutý, rozhoduje střelba sedmimetrových hodů. Každý z týmů má k dispozici pět pokusů. Není-li rozhodnuto ani poté, rozhoduje série po jednom pokusu.
Ze základních skupin postupují tři týmy do čtvrtfinále. Sloučením postupujících ze dvou základních skupin vznikne vždy jedna čtvrtfinálová (I = A + B, II = C + D). Poslední týmy ze základních skupin na turnaji loučí. Do čtvrtfinále se týmům započítávají body dosažené proti soupeřům postupujícím ze skupiny.
Do semifinále postupují dva nejlepší z obou čtvrtfinálových skupin, kteří vytvoří dvojice dle pořadí ve skupině křižně. Znamená to, že první tým z jedné skupiny hraje se druhým týmem ze druhé skupiny. Semifinále se hraje vyřazovacím systémem.
Třetí týmy ze skupin I a II se utkají o páté místo. V případě nutnosti může dojít k dodatečnému zápasu o účastnické místo na olympijských hrách.

## Pořadatelská města
| Bělehrad                     | Novi Sad                     | Vršac                             | Niš                                  | Bělehrad                          |
| Pionir Arena Kapacita: 8 150 | Spens Arena Kapacita: 11 500 | Millennium Center Kapacita: 5 000 | Sportski Centar Cair Kapacita: 5 000 | Beogradska Arena Kapacita: 23 000 |
|                              |                              |                                   |                                      |                                   |

## Výsledky a tabulky

### Základní skupiny

#### Skupina A
|    |           | SER   | POL   | DEN   | SVK   | V | R | P | Skóre | B |
| 1. | Srbsko    | ***   | 22:18 | 24:22 | 21:21 | 2 | 1 | 0 | 67:61 | 5 |
| 2. | Polsko    | 18:22 | ***   | 27:26 | 41:24 | 2 | 0 | 1 | 86:72 | 4 |
| 3. | Dánsko    | 22:24 | 26:27 | ***   | 30:25 | 1 | 0 | 2 | 78:76 | 2 |
| 4. | Slovensko | 21:21 | 24:41 | 25:30 | ***   | 0 | 1 | 2 | 70:92 | 1 |

 Polsko -  Srbsko 18:22 (7:11)
15. ledna 2012 (18:15) – Bělehrad

Branky: Bielecki (4), Jurecki (3), Lijewski (2), Tluczynski (2), Jaszka (1), Kuchczynski (1), Tkaczyk (1), Wisniewski (1), Jurkiewicz (1), Syprzak (1), Zaremba (1) - Vujin (6), Nikčevič (6), Ilič (4), Prodanovič (3), Sesum (1), Vuckovič (1), Čutura (1).

Rozhodčí: Oscar Lopez Raluy, Angel Ramirez Sabroso (ESP)

Diváků: 4 000
 Dánsko -  Slovensko 30:25 (15:12)
15. ledna 2012 (20:15) – Bělehrad (Hala Pionir)

Branky: Lindberg 7, Eggert 6, Mikkel Hansen 4, Mogensen 4, Christiansen 2, Lauge 2, Markussen 2,
Henrik Toft Hansen 2, Rene Toft Hansen 1 - Valo 6, Kopčo 3, Kukučka 3, Rábek 3, Straňovský 3, Urban 3, Antl 2, Tarhai 2.

Rozhodčí: Jevgenij Zotin, Nikolaj Volodkov (RUS)

Diváků: 4 000
 Slovensko -  Polsko 24:41 (13:17)
17. ledna 2012 (18:15) – Bělehrad (Hala Pionir)

Branky: Kukučka 5, Petro 3, Rábek 3, Valo 3, Antl 2, Ďuriš 2, Kopčo 2, Straňovský 2, Tarhai 2 - Tkaczyk 6, Bartosz Jurecki 6, Michał Jurecki 5, Kuchczyński 5, Jurkiewicz 4, Bielecki 3,Kwiatkowski 3, Jaszka 2, Tłuczyński 2, Wiśniewski 1, Syprzak 1, Orzechowski 1.

Rozhodčí: Nenad Krstič, Peter Ljubič (SLO)

Diváků: 3 500
 Srbsko -  Dánsko 24:22 (10:12)
17. ledna 2012 (20:15) – Bělehrad (Hala Pionir)

Branky: Ilić 8, Vujin 5, Čutura 3, Nikčević 3, Toskić 3, Prodanović 1, Vučković 1 - Christiansen 4, Mikkel Hansen 4, Lindberg 3, Eggert 2, Mogensen 2, Sarup 2, Rene Toft Hansen 2, Jacobsen 1, Henrik Toft Hansen 1.

Rozhodčí: Nordine Lazaar, Laurent Reveret (FRA)

Diváků: 5 000
 Polsko -  Dánsko 27:26 (10:14)
19. ledna 2012 (18:15) – Bělehrad (Hala Pionir)

Branky: Tkaczyk 7, Michał Jurecki 6, Bartosz Jurecki 4, Jurkiewicz 3, Orzechowski 3,
Tłuczyński 2, Bielecki 1, Kuchczyński 1 - Mogensen 4, Mikkel Hansen 3, Lauge 3, Sarup 3, Henrik Toft Hansen 3, Christiansen 2, Eggert 2, Lindberg 2, Lasse Svan Hansen 2, Markussen 1, Rene Toft Hansen 1.

Rozhodčí: Hlynur Leifsson, Anton Palsson (ISL)

Diváků: 3 500
 Srbsko -  Slovensko 21:21 (13:6)
19. ledna 2012 (20:15) – Bělehrad (Hala Pionir)

Branky: Prodanović 5, Ilić 4, Čutura 3, Marković 2, Stojković 2, Kostadinović 1, Manojlović 1, Šešum 1, Stanković 1, Toskić 1 - Ďuriš 4, Kukučka 4, Urban 4, Antl 3, Valo 3, Kopčo 2, Mikeci 1.

Rozhodčí: Jevgenij Zotin, Nikolaj Volodkov (RUS)

Diváků: 4 000

#### Skupina B
|    |           | GER   | MAC   | SWE   | CZE   | V | R | P | Skóre | B |
| 1. | Německo   | ***   | 24:23 | 29:24 | 24:27 | 2 | 0 | 1 | 77:74 | 4 |
| 2. | Makedonie | 23:24 | ***   | 26:26 | 27:21 | 1 | 1 | 1 | 76:71 | 3 |
| 3. | Švédsko   | 24:29 | 26:26 | ***   | 33:29 | 1 | 1 | 1 | 83:84 | 3 |
| 4. | Česko     | 27:24 | 21:27 | 29:33 | ***   | 1 | 0 | 2 | 77:84 | 2 |

 Německo -  Česko 24:27 (9:14)
15. ledna 2012 (17:20) – Niš

Branky: Kaufmann (5), Haas (4), Theuerkauf (3), Pfahl (3), Gensheimer (3), Glandorf (2), Groetzki (2), Roggisch (1), Klein (1) - Jícha (7), Filip (4), Horák (3), Juříček (3), Stehlík (3), Sklenák (3), Nocar (2), Vraný (2).

Rozhodčí: Kenneth Abrahamsen, Arne M. Kristiansen (NOR)

Diváků: 3 800
 Švédsko -  Makedonie 26:26 (14:13)
15. ledna 2012 (19:30) – Niš

Branky: Ekberg 6, Andersson 5, Doder 4, Lundström 4, Du Rietz 3, Nilsson 3, Larholm 1 -
Aluševski 7, Łazarow 7, Mojsoski 5, Stoilov 3, Mirkulovski 2, Temelkov 2.

Rozhodčí: Nordine Lazaar, Laurent Reveret (FRA)

Diváků: 4 000
 Makedonie -  Německo 23:24 (12:12)
17. ledna 2012 (18:15) – Niš

Branky: Łazarow 7, Stoilov 6, Mojsoski 4, Angelovski 2, Manaskov 2, Aluševski 1, Mirkulovski 1 - Kaufmann 6,Gensheimer 3, Theuerkauf 3, Christophersen 2, Glandorf 2, Pfahl 2, Sprenger 2, Wiencek 2, Groetzki 1, Haaß 1.

Rozhodčí: Hlynur Leifsson, Anton Palsson (ISL)

Diváků: 4 000
  Česko -  Švédsko 29:33 (17:19)
17. ledna 2012 (20:15) – Niš

Branky: Jícha 7, Filip 6, Nocar 5, Sklenák 3, Vraný 3, Horák 2, Juříček 2, Kubeš 1 - Ekberg 10, Lundström 6, Andersson 5, Larholm 4, Du Rietz 3, Doder 2, Nilsson 2, Stenbäcken.

Rozhodčí: Oscar Raluy Lopez, Angel Sabroso Ramirez (ESP)

Diváků: 2 050
  Německo -  Švédsko 29:24 (20:15)
19. ledna 2012 (18:15) – Niš

Branky: Gensheimer 9, Groetzki 5, Christophersen 4, Kaufmann 3, Haaß 2, Pfahl 2, Sprenger 2, Glandorf 1, Hens 1 - Du Rietz 8, Larholm 6, Ekberg 4, Lundström 3, Nilsson 2 Andersson 1.

Rozhodčí: Nenad Krstič, Peter Ljubič (SLO)

Diváků: 2 800
 Česko -  Makedonie 21:27 (12:12)
19. ledna 2012 (20:15) – Niš

Branky: Horák 5, Jícha 5, Filip 4, Vraný 4, Nocar 2, Stehlík 1 - Łazarow 7, Mirkulovski 5, Temelkov 4, Mojsoski 3, Aluševski 2, Angelovski 2, Manaskov 2, Stoilov 2.

Rozhodčí: Kenneth Abrahamsen, Arne M. Kristiansen (NOR)

Diváků: 4 000

#### Skupina C
|    |           | ESP   | HUN   | FRA   | RUS   | V | R | P | Skóre | B |
| 1. | Španělsko | ***   | 24:24 | 29:26 | 30:27 | 2 | 1 | 0 | 83:77 | 5 |
| 2. | Maďarsko  | 24:24 | ***   | 26:23 | 31:31 | 1 | 2 | 0 | 81:78 | 4 |
| 3. | Francie   | 26:29 | 23:26 | ***   | 28:24 | 1 | 0 | 2 | 77:79 | 2 |
| 4. | Rusko     | 27:30 | 31:31 | 24:28 | ***   | 0 | 1 | 2 | 82:89 | 1 |

 Francie -  Španělsko 26:29 (12:15)
16. ledna 2012 (18:15) – Novi Sad

Branky: Fernandez 7, Abalo 6, Gille 3, Guigou 3, Karabatić 3, Narcisse 3, Barachet 1 - Cañellas 4, Entrerríos 4, Ugalde 4, Guardiola 3, Maqueda 3, Lorenzana 2, Fernández 2, Tomás 2, Aguinagalde 1, Entrerríos 1, Gurbindo 1, Morros 1, Parrondo 1.

Rozhodčí: Constantin Din, Sorin-Laurentiu Dinu (ROM)

Diváků: 5 000
 Maďarsko -  Rusko 31:31 (19:19)
16. ledna 2012 (20:15) – Novi Sad

Branky: Császár 8, Iváncsik 6, Mocsai 5, Ilyés 4, Zubai 3, Krivokapić 2, Harsányi 1, Putics 1, Schuch 1 - Čipurin 5, Dibirov 4, Kovaljev 4, Rastvorcev 4, Szelmienko 4, Ivanov 3, Atman 2, Igropulo 2, Černoivanov 1, Kokszarov 1, Starych 1.

Rozhodčí: Nenad Nikolič, Dusan Stojkovič (SER)

Diváků: 6 000
 Rusko -  Francie 24:28 (11:16)
18. ledna 2012 (18:15) – Novi Sad

Branky: Čipurin 6, Igropulo 5, Kovaljev 3, Atman 2, Kokzarov 2, Szelmienko 2, Asłanjan 1, Dibirov 1, Rastvorczev 1, Starych 1 - Narcisse 6, Barachet 4, Bingo 4, Joli 4, Fernandez 3, Gille 3, Abalo 2, Guigou 1, Karabatić 1.

Rozhodčí: Václav Horáček, Jiří Novotný (CZE)

Diváků: 3 500
 Španělsko -  Maďarsko 24:24 (11:12)
18. ledna 2012 (20:15) – Novi Sad

Branky: Cañellas 6, Ugalde 4, Alberto Entrerríos 2, Raúl Entrerríos 2, Guardiola 2, Fernández 2, Aguinagalde 1, Lorenzana 1, Maqueda 1, Parrondo 1, Sarmiento 1, Tomás 1 - Császár 7, Mocsai 7, Zubai 3, Ilyés 2, Iváncsik 2, Harsányi 1, Schuch 1, Szöllősi.

Rozhodčí: Lars Geipel, Marcus Helbig (GER)

Diváků: 4 500
 Španělsko -  Rusko 30:27 (17:11)
20. ledna 2012 (18:15) – Novi Sad

Branky: Parrondo 6, Cañellas 5, Ugalde 5, Raúl Entrerríos 4, Alberto Entrerríos 3,
Tomás 3, Aguinagalde 2, Lorenzana 1, Sarmiento 1 - Igropulo 8, Černoivanov 5, Dibirov 4, Szelmienko 3, Atman 2, Čipurin 2, Kovaljev 2, Ivanov 1.

Rozhodčí: Nenad Nikolič, Dušan Stojkovič (SER)

Diváků: 4 000
 Francie -  Maďarsko 23:26 (14:12)
20. ledna 2012 (20:15) – Novi Sad

Branky: Barachet 5, Bingo 4, Karabatić 3, Narcisse 3, Fernandez 2, Gille 2, Joli 2, Abalo 1, Dinart 1 - Zubai 6, Harsányi 5, Krivokapić 3, Mocsai 3, Császár 2, Iváncsik 2, Putics 2, Ancsin 1, Ilyés 1, Nagy.

Rozhodčí: Slave Nikolov, Gjorgji Nachevski (MKD)

Diváků: 5 000

#### Skupina D
|    |            | CRO   | SLO   | ISL   | NOR   | V | R | P | Skóre | B |
| 1. | Chorvatsko | ***   | 31:29 | 31:29 | 26:20 | 3 | 0 | 0 | 88:78 | 6 |
| 2. | Slovinsko  | 29:31 | ***   | 34:32 | 27:28 | 1 | 0 | 2 | 90:91 | 2 |
| 3. | Island     | 29:31 | 32:34 | ***   | 34:32 | 1 | 0 | 2 | 95:97 | 2 |
| 4. | Norsko     | 20:26 | 28:27 | 32:34 | ***   | 1 | 0 | 2 | 80:87 | 2 |

 Norsko -  Slovinsko 28:27 (14:14)
16. ledna 2012 (18:10) – Vršac

Branky: Mamelund 6, Myrhol 6, Rambo 6, Koren 4, Tvedten 3, Paulsen 2, Lund 1 - Gajić 5, Zorman 5, Skube 4, Špiler 4, Dolenec 3, Žvižej 3, Dobelšek 1, Miklavčič 1, Pucelj 1.

Rozhodčí: Václav Horáček, Jiří Novotný (CZE)

Diváků: 3 000
 Chorvatsko -  Island 31:29 (14:15)
16. ledna 2012 (20:10) – Vršac

Branky: Štrlek 8, Buntić 5, Čupić 5, Lacković 5, Duvnjak 4, Vori 3 Kopljar 1 - Sigurðsson 8, Atlason 5, Pálmarsson 5, Petersson 4, Hallgrimsson 3, Ólafsson 2, Svavarsson 2.

Rozhodčí: Lars Geipel, Marcus Helbig (GER)

Diváků: 2 500
 Slovinsko -  Chorvatsko 29:31 (12:16)
18. ledna 2012 (18:10) – Vršac

Branky: Gajić 8, Miha Žvižej 7, Dolenec 4, Luka Žvižej 4, Špiler 3, Miklavčič 2, Zorman 1 - Čupić 9, Lacković 6, Duvnjak 4, Balić 3, Vori 3, Buntić 2, Kopljar 2, Štrlek 2.

Rozhodčí: Slave Nikolov, Gjorgji Nachevski (MAC)

Diváků: 3 800
 Island -  Norsko 34:32 (18:20)
18. ledna 2012 (20:10) – Vršac

Branky: Gunnarsson 9, Sigurðsson 8, Pálmarsson 5, Petersson 5, Ólafsson 3, Hallgrimsson 2, Atlason 1, Svavarsson 1 - Mamelund 10, Bjørnsen 5, Espen Lie Hansen 3, Koren 3, Lund 3, Myrhol 3, Rambo 2, Tvedten 2, Samdahl 1.

Rozhodčí: Per Olesen, Lars Ejby Pedersen (DEN)

Diváků: 3 000
 Island -  Slovinsko 32:34 (13:17)
20. ledna 2012 (18:10) – Vršac

Branky: Sigurðsson 9, Atlason 5, Petersson 4, Jakobsson 3, Kristjánsson 3, Ólafsson 3, Pálmarsson 3, Gunnarsson 1, Svavarsson 1 - Gajić 7, Skube 7, Dolenec 6, Zorman 3, Dobelšek 2, Luka Žvižej 2, Miha Žvižej 2, Brumen 1, Mačkovšek 1, Miklavčič 1, Pucelj 1, Špiler 1.

Rozhodčí: Lars Geipel, Marcus Helbig (GER)

Diváků: 3 800
 Chorvatsko -  Norsko 26:20 (13:8)
20. ledna 2012 (20:10) – Vršac

Branky: Čupić 6, Buntić 4, Horvat 3, Lacković 3, Štrlek 3, Balić 2, Ninčević 2, Bičanić 1, Duvnjak 1, Kopljar 1 - Mamelund 6, Tvedten 5, Klev 2, Lund 2, Myrhol 2, Bjørnsen 1, Koren 1, Rambo 1.

Rozhodčí: Constantin Din, Sorin-Laurentiu Dinu (ROU)

Diváků: 3 000

### Čtvrtfinále

#### Skupina I
|    |           | SER    | DEN    | MAC    | GER    | POL    | SWE    | V | R | P | Skóre   | B |
| 1. | Srbsko    | ***    | 24:22* | 19:22  | 21:21  | 22:18* | 24:21  | 3 | 1 | 1 | 110:104 | 7 |
| 2. | Dánsko    | 22:24* | ***    | 33:32  | 28:26  | 26:27* | 31:24  | 3 | 0 | 2 | 140:133 | 6 |
| 3. | Makedonie | 22:19  | 32:33  | ***    | 23:24* | 27:25  | 26:26* | 2 | 1 | 2 | 130:127 | 5 |
| 4. | Německo   | 21:21  | 26:28  | 24:23* | ***    | 32:33  | 29:24* | 2 | 1 | 2 | 132:129 | 5 |
| 5. | Polsko    | 18:22* | 27:26* | 25:27  | 33:32  | ***    | 29:29  | 2 | 1 | 2 | 132:136 | 5 |
| 6. | Švédsko   | 21:24  | 24:31  | 26:26* | 24:29* | 29:29  | ***    | 0 | 2 | 3 | 124:139 | 2 |

- s hvězdičkou = zápasy ze základní skupiny.

 Polsko -  Švédsko 29:29 (9:20)
21. ledna 2012 (16:15) – Bělehrad (Beogradska Arena)

Branky: Jaszka 8, Wiśniewski 5, Jurecki 4, Kuchczyński 4, Tłuczyński 3, Jurkiewicz 2, Syprzak 2, Bielecki 1 - 7 Niclas Ekberg 7, Lundström 6, Larholm 4, Nilsson 4, Andersson 2, Du Rietz 2, Jakobsson 2, Doder 1, Karlsson.

Rozhodčí: Nordine Lazaar, Laurent Reveret (FRA)

Diváků: 6 003
 Dánsko -  Makedonie 33:32 (16:19)
21. ledna 2012 (18:15) – Bělehrad (Beogradska Arena)

Branky: Mikkel Hansen 12, Lindberg 8, Spellerberg 5, Lauge 3, Christiansen 2, Rene Toft Hansen 2, Sarup 1 - Kirił Łazarow 13, Stoilov 7, Aluševski 4, Mojsoski 3, Łazarow 2, Markoski 1, Mirkulovski 1, Temelkov.

Rozhodčí: Oscar Raluy Lopez, Angel Sabroso Ramirez (ESP)

Diváků: 17 000
 Srbsko -  Německo 21:21 (12:7)
21. ledna 2012 (20:15) – Bělehrad (Beogradska Arena)

Branky: Ilić 6, Nikčević 4, Stanković 3, Čutura 2, Prodanović 2, Stojković 2, Manojlović 1, Toskić 1 - Gensheimer 5, Glandorf 4, Groetzki 4, Christophersen 2, Kaufmann 2, Roggisch 2, Pfahl 1, Theuerkauf 1.

Rozhodčí: Kenneth Abrahamsen, Arne M. Kristiansen (NOR)

Diváků: 19 500
 Polsko -  Makedonie 25:27 (12:18)
23. ledna 2012 (16:20) – Bělehrad (Beogradska Arena)

Branky: Bartosz Jurecki 5, Lijewski 4, Tłuczyński 4, Orzechowski 3, Jurkiewicz 2, Syprzak 2, Tkaczyk 2, Jaszka 1, Michał Jurecki 1, Wiśniewski 1 - Łazarow 9, Aluševski 4, Mojsoski 4, Temelkov 4, Mirkulovski 2, Dimovski 1, Łazarow 1, Markoski 1, Stoilov 1.

Rozhodčí: Hlynur Leifsson, Anton Palsson (ISL)

Diváků: 3 700
 Dánsko -  Německo 28:26 (17:14)
23. ledna 2012 (18:20) – Bělehrad (Beogradska Arena)

Branky: Eggert 7, Lindberg 5, Mikkel Hansen 4, Mogensen 4, Markussen 2, Sarup 2, Rene Toft Hansen 2, Lauge 1, Henrik Toft Hansen 1 - Gensheimer 4, Haaß 4, Kaufmann 4, Theuerkauf 4, Glandorf 3, Sprenger 3, Klein 2, Wiencek 2.

Rozhodčí: Nenad Krstič, Peter Ljubič (SLO)

Diváků: 7 000
 Srbsko -  Švédsko 24:21 (14:11)
23. ledna 2012 (20:20) – Bělehrad (Beogradska Arena)

Branky: Vujin 5, Šešum 4, Čutura 3, Nikčević 3, Prodanović 3, Ilić 2, Stojković 2, Marković 1, Stanković 1 - Du Rietz 8, Ekberg 4, Jakobsson 3, Andersson 2, Lundström 2, Karlsson 1, Stenbäcken 1.

Rozhodčí: Oscar Raluy Lopez, Angel Sabroso Ramirez (ESP)

Diváků: 17 000
 Polsko -  Německo 33:32 (18:17)
25. ledna 2012 (16:15) – Bělehrad (Beogradska Arena)

Branky: Bartosz Jurecki 5, Kuchczyński 5, Bielecki 4, Lijewski 4, Wiśniewski 4, Jaszka 3, Syprzak 3, Micha Jurecki 2, Tłuczyński 2, Tkaczyk 1 - Klein 7, Sprenger 7, Theuerkauf 5, Kaufmann 3, Gensheimer 2, Glandorf 2, Hens 2, Christophersen 1, Groetzki 1, Haaß 1, Roggisch.

Rozhodčí: Oscar Raluy Lopez, Angel Sabroso Ramirez (ESP)

Diváků: 1 000
 Dánsko -  Švédsko 31:24 (18:11)
25. ledna 2012 (18:15) – Bělehrad (Beogradska Arena)

Branky: Eggert 7, Mikkel Hansen 5, Sarup 4, Lasse Svan Hansen 4, Christiansen 3,
Henrik Toft Hansen 3, Spellerberg 2, Lindberg 1, Mogensen 1, Nielsen 1 - Andersson 8, Lundström 4, Doder 2, Ekberg 2, Du Rietz 2, Jakobsson 2, Nilsson 2, Karlsson 1, Petersson 1.

Rozhodčí: Nenad Krstič, Peter Ljubič (SLO)

Diváků: 5 200
 Srbsko -  Makedonie 19:22 (10:11)
25. ledna 2012 (20:15) – Bělehrad (Beogradska Arena)

Branky: Vujin 5, Šešum 4, Nenadić 3, Marković 2, Stanković 2, Nikčević 1, Prodanović 1, Stojković 1 - Łazarow 10, Dimovski 3, Łazarow 2, Mojsoski 2, Stoilov 2, Aluševski 1, Mojsoski 1, Temelkov 1.

Rozhodčí: Kenneth Abrahamsen, Arne M. Kristiansen (NOR)

Diváků: 12 000

#### Skupina II
|    |            | ESP    | CRO    | SLO    | HUN    | ISL    | FRA    | V | R | P | Skóre   | B |
| 1. | Španělsko  | ***    | 24:22  | 35:32  | 24:24* | 31:26  | 29:26* | 4 | 1 | 0 | 143:130 | 9 |
| 2. | Chorvatsko | 22:24  | ***    | 31:29* | 24:24  | 31:29* | 29:22  | 3 | 1 | 1 | 137:128 | 7 |
| 3. | Slovinsko  | 32:35  | 29:31* | ***    | 32:30  | 34:32* | 26:28  | 2 | 0 | 3 | 153:156 | 4 |
| 4. | Maďarsko   | 24:24* | 24:24  | 30:32  | ***    | 21:27  | 26:23* | 1 | 2 | 2 | 125:130 | 4 |
| 5. | Island     | 26:31  | 29:31* | 32:34* | 27:21  | ***    | 29:29  | 1 | 1 | 3 | 143:146 | 3 |
| 6. | Francie    | 26:29* | 22:29  | 28:26  | 23:26* | 29:29  | ***    | 1 | 1 | 3 | 128:139 | 3 |

- s hvězdičkou = zápasy ze základní skupiny.

 Maďarsko -  Island 21:27 (10:14)
22. ledna 2012 (16:10) – Novi Sad

Branky: Császár 7, Ilyés 5, Harsányi 3, Mocsai 2, Ancsin 1, Iváncsik 1, Putics 1,
Vadkerti 1 - Atlason 5, Sigurðsson 5, Gunnarsson 4, Ólafsson 4, Svavarsson 3, Hallgrimsson 2, Pálmarsson 2, Kárason 1, Ragnarsson 1.

Rozhodčí: Nenad Nikolič, Dušan Stojkovič (SRB)

Diváků: 4 500
 Francie -  Slovinsko 28:26 (14:15)
22. ledna 2012 (18:10) – Novi Sad

Branky: Barachet 6, Abalo 4, Joli 4, Accambray 3, Gille 3, Bingo 2, Fernandez 2, Honrubia 2, Karabatić 2 - Luka Žvižej 6, Gajić 5, Dolenec 3, Špiler 3, Bezjak 2, Dobelšek 2, Zorman 2, Miklavčič 1, Skube 1, Miha Žvižej 1.

Rozhodčí: Constantin Din, Sorin-Laurentiu Dinu (ROU)

Diváků: 4 700
 Španělsko -  Chorvatsko 24:22 (11:14)
22. ledna 2012 (20:10) – Novi Sad

Branky: Tomás 5, Gurbindo 3, Fernández 3, Cañellas 2, Entrerríos 2, Parrondo 2, Maqueda 2, Sarmiento 2, Aguinagalde 1, Lorenzana 1, Ugalde 1 - Čupić 5, Lacković 4, Štrlek 4, Buntić 2, Kopljar 2, Duvnjak 1, Gojun 1, Ninčević 1, Vori 1, Vuković 1.

Rozhodčí: Václav Horáček, Jiří Novotný (CZE)

Diváků: 7 500
 Španělsko -  Island 31:26 (17:13)
24. ledna 2012 (16:10) – Novi Sad

Branky: Aguinagalde 5, Fernández 4, Tomás 4, Entrerríos 3, Gurbindo 3, Cañellas 2, Lorenzana 2, Maqueda 2, Parrondo 2, Sarmiento 2, Ugalde 2 - Sigurðsson 6, Kárason 4, Atlason 3, Hallgrimsson 3, Kristjánsson 3, Pálmarsson 3, Ólafsson 2, Guðmundsson 1, Svavarsson 1.

Rozhodčí: Slave Nikolov, Gjorgji Nachevski (MKD)

Diváků: 2 500
 Francie -  Chorvatsko 22:29 (12:11)
24. ledna 2012 (18:10) – Novi Sad

Branky: Barachet 4, Fernandez 4, Abalo 3, Gille 3, Bingo 2, Joli 2, Narcisse 2, Sorhaindo 2 - Čupić 7, Kopljar 7, Lacković 4, Duvnjak 2, Horvat 2, Ninčević 2, Vuković 2, Bičanić 1, Musa 1, Vori 1.

Rozhodčí: Kenneth Abrahamsen, Arne M. Kristiansen (NOR)

Diváků: 7 500
 Maďarsko -  Slovinsko 30:32 (13:14)
24. ledna 2012 (20:10) – Novi Sad

Branky: Putics 7, Császár 5, Krivokapić 4, Iváncsik 3, Ancsin 2, Harsányi 2, Mocsai 2, Zubai 2, Ilyés 1, Laluska 1, Szöllősi 1 - 3 Dragan Gajić 13, Dolenec 5, Miklavčič 3, Zorman 3, Dobelšek 2, Mačkovšek 2, Žvižej 2, Špiler 1, Žvižej 1.

Rozhodčí: Lars Geipel, Marcus Helbig (GER)

Diváků: 6 800
 Francie -  Island 29:29 (12:15)
25. ledna 2012 (16:10) – Novi Sad

Branky: Accambray 10, Detrez 4, Fernandez 3, Abalo 2, Gille 2, Honrubia 2, Narcisse 2, Sorhaindo 2, Gille 1, Joli 1 - Sigurðsson 5, Gunnarsson 4, Kárason 4, Ólafsson 4, Pálmarsson 4, Hallgrimsson 3, Atlason 2, Ragnarsson 2, Svavarsson 1.

Rozhodčí: Nenad Nikolič, Dušan Stojkovič (SRB)

Diváků: 2 800
 Španělsko -  Slovinsko 35:32 (15:15)
25. ledna 2012 (18:10) – Novi Sad

Branky: Fernández 7, Cañellas 6, Entrerríos 4, Parrondo 4, Lorenzana 3, Guardiola 3, Gurbindo 3, Sarmiento 3, Maqueda 2 - 7 Luka Žvižej 7, Gajić 6, Skube 6, Žvižej 4, Pucelj 3, Dolenec 2, Bezjak 1, Miklavčič 1, Špiler 1, Zorman 1.

Rozhodčí: Lars Geipel, Marcus Helbig (GER)

Diváků: 3 200
 Maďarsko -  Chorvatsko 24:24 (13:12)
25. ledna 2012 (20:10) – Novi Sad

Branky: Császár 14, Ilyés 3, Krivokapić 2, Harsányi 1, Mocsai 1, Putics 1, Vadkerti 1,
Zubai 1 - Horvat 11, Buntić 5, Ninčević 3, Bičanić 2, Duvnjak 1, Kopljar 1, Vuković 1.

Rozhodčí: Constantin Din, Sorin-Laurentiu Dinu (ROU)

Diváků: 5 500

### Play off

#### Semifinále
Dánsko -  Španělsko 25:24 (12:10)
27. ledna 2012 (17:45) – Bělehrad (Beogradska Arena)

Branky: Lauge 6, Mikkel Hansen 4, Rene Toft Hansen 4, Eggert 3, Mogensen 3, Henrik Toft Hansen 2, Christiansen 1, Lindberg 1, Lasse Svan Hansen 1 - Aguinagalde 5, Maqueda 4, Entrerríos 3, Fernández 2, Sarmiento 2, Tomás 2, Ugalde 2, Lorenzana 1, Parrondo 1, Gurbindo 1, Morros 1.

Rozhodčí: Nenad Krstič, Peter Ljubič (SLO)

Diváků: 14 000
 Srbsko -  Chorvatsko 26:22 (13:14)
27. ledna 2012 (20:15) – Bělehrad (Beogradska Arena)

Branky: Ilić 8, Vujin 6, Nikčević 4, Stanković 3, Toskić 3, Manojlović 1, Prodanović 1 - Kopljar 7, Vori 4, Čupić 3, Lacković 3, Balić 2, Buntić 1, Horvat 1, Ninčević 1.

Rozhodčí: Nordine Lazaar, Laurent Reveret (FRA)

Diváků: 20 000

#### Finále
Srbsko -  Dánsko 19:21 (7:9)
29. ledna 2012 (17:00) – Bělehrad (Beogradska Arena)

Branky: Prodanović 4, Vučković 3, Ilić 2, Nikčević 2, Stojković 2, Toskić 2, Vujin 2,
Beljański 1, Manojlović 1 - Mikkel Hansen 9, Eggert 3, Lauge 2, Lindberg 2, Markussen 2, Sarup 1,
Spellerberg 1, Toft Hansen.

Rozhodčí: Kenneth Abrahamsen, Arne M. Kristiansen (NOR)

Diváků: 19 800

#### O 3. místo
Chorvatsko -  Španělsko 31:27 (13:12)
29. ledna 2012 (14:30) – Bělehrad (Beogradska Arena)

Branky: Čupić 7, Lacković 7, Vori 6, Kopljar 4, Ninčević 4, Balić 1, Gojun 1,
Vuković 1 - Sarmiento 7, Fernández 6, Tomás 4, Parrondo 3, Aguinagalde 2, Cañellas 1, Alberto Entrerríos 1, Raúl Entrerríos 1, Gurbindo 1, Maqueda.

Rozhodčí: Lars Geipel, Marcus Helbig (GER)

Diváků: 8 500

#### O 5. místo
Makedonie -  Slovinsko 28:27 (16:12)
27. ledna 2012 (15:15) – Bělehrad (Beogradska Arena)

Branky: Kirił Łazarow 8, Stoilov 6, Aluševski 4, Mirkulovski 3, Temelkov 3, Mojsoski 2, Dimovski 1, Filip Łazarow 1 - Dolenec 7, Žvižej 6, Brumen 4, Gajić 4, Zorman 4, Dobelšek 1, Špiler 1.

Rozhodčí: Óscar Raluy López, Ángel Luis Sabroso (ESP)

Diváků: 5 500

## Statistiky turnaje

### Nejlepší střelci
| Poř. | Nejlepší střelci        | Branky |
| ---- | ----------------------- | ------ |
| 1.   | Kiril Lazarov           | 61     |
| 2.   | Dragan Gajić            | 48     |
| 3.   | Gábor Császár           | 43     |
| 4.   | Guðjón Valur Sigurðsson | 41     |
| 5.   | Mikkel Hansen           | 36     |
| 6.   | Ivan Čupić              | 35     |
| 7.   | Niclas Ekberg           | 33     |
| 8.   | Momir Ilić              | 32     |
| 8.   | Jure Dolenec            | 30     |
| 10.  | Luka Žvižej             | 30     |

### Rozhodčí
| - Václav Horáček - Jiří Novotný - Per Olesen - Lars Ejby Pedersen - Nordine Lazaar - Laurent Reveret - Lars Geipel - Marcus Helbig | - Hlynur Leifsson - Anton Pálsson - Slave Nikolov - Gjorgi Nachevski - Kenneth Abrahamsen - Arne Kristiansen - Sorin-Laurenţiu Dinu - Constantin Din | - Jevgenij Zotin - Nikolaj Volodkov - Nenad Nikolić - Dušan Stojković - Nenad Krstić - Peter Ljubič - Óscar Raluy - Ángel Sabroso |

### Konečné pořadí
| 10.              | Mistrovství Evropy 2012 | Z | V | R | P | Skóre   | B  |
| ---------------- | ----------------------- | - | - | - | - | ------- | -- |
| Zlatá medaile    | Dánsko                  | 8 | 6 | 0 | 2 | 216:201 | 12 |
| Stříbrná medaile | Srbsko                  | 8 | 4 | 2 | 2 | 176:168 | 10 |
| Bronzová medaile | Chorvatsko              | 8 | 5 | 1 | 2 | 216:201 | 11 |
| 4.               | Španělsko               | 8 | 5 | 1 | 2 | 224:213 | 11 |
| 5.               | Makedonie               | 7 | 4 | 1 | 2 | 185:175 | 9  |
| 6.               | Slovinsko               | 7 | 2 | 0 | 5 | 207:212 | 4  |
| 7.               | Německo                 | 6 | 2 | 1 | 3 | 156:156 | 5  |
| 8.               | Maďarsko                | 6 | 1 | 3 | 2 | 156:161 | 5  |
| 9.               | Polsko                  | 6 | 3 | 1 | 2 | 173:160 | 7  |
| 10.              | Island                  | 6 | 2 | 1 | 3 | 177:178 | 5  |
| 11.              | Francie                 | 6 | 2 | 1 | 3 | 156:163 | 5  |
| 12.              | Švédsko                 | 6 | 1 | 2 | 3 | 157:168 | 4  |
| 13.              | Norsko                  | 3 | 1 | 0 | 2 | 80:87   | 2  |
| 14.              | Česko                   | 3 | 1 | 0 | 2 | 77:84   | 2  |
| 15.              | Rusko                   | 3 | 0 | 1 | 2 | 82:89   | 1  |
| 16.              | Slovensko               | 3 | 0 | 1 | 2 | 70:92   | 1  |

Přímou účast na LOH 2012 si vybojovalo Dánsko. Do jarní kvalifikace o postup na Olympijské hry 2012 v Londýně se probojovalo Srbsko a Makedonie. Protože Dánsko mělo postup do kvalifikace jistý, nahradilo je v kvalifikaci Polsko.